# Семены
Семены (рум. Semeni, Семень) — село в Унгенском районе Молдавии. Наряду с сёлами Загаранча и Елизаветовка входит в состав коммуны Загаранча.

## География
Село расположено на высоте 56 метров над уровнем моря.

## Население
По данным переписи населения 2004 года, в селе Семень проживает 1772 человека (880 мужчин, 892 женщины).
Этнический состав села:
| Национальность | Число жителей | Процентный состав |
| -------------- | ------------- | ----------------- |
| молдаване      | 1725          | 97.35             |
| украинцы       | 21            | 1.19              |
| румыны         | 20            | 1.13              |
| русские        | 5             | 0.28              |
| гагаузы        | 1             | 0.06              |
| Всего          | 1772          | 100%              |